# Ferdinand Langer
Ferdinand Langer (Leimen, Heidelberg, 21 de gener de 1839 - Kirneck, 5 d'agost de 1905) fou un compositor alemany del Romanticisme.
Fou director d'orquestra del teatre de Mannheim. Va compondre diverses operetes com Dornröschen, Der Pfeifer von Haardt, etc., i refosà la Silvana, de Weber.